# 名古屋市立矢田小学校
名古屋市立矢田小学校（なごやしりつ やだしょうがっこう）は、愛知県名古屋市東区矢田南四丁目にある公立小学校。

## 概要
名古屋市東区の北東部、JR中央本線より東側の地域の大部分を学区とする公立小学校であり、1935年（昭和10年）2月の名古屋市矢田尋常小学校開校をもってその始まりとしている。学区は太平洋戦争前は名古屋市東区の中でも有数の工場地帯であったため、空襲で大部分が焼失した地域である。戦後も学区の南半分には大規模な工場が立地していたが、昭和末期から平成初期にかけて閉鎖が相次ぎ、跡地は商業施設等に転換が図られている。2012年現在においても学区内には現存する大規模工業施設もあり、分離独立までは矢田小学校区であった名古屋市立砂田橋小学校区と併せて、名古屋市東区の中でも工業地区としての色合いが強い地区であると言える。

## 沿革
記述にあたっては『学校要覧 創立50周年記念号』・『矢田小 70周年記念学校要覧』を参照した。

### 年表
- 1935年 - 名古屋市矢田尋常小学校として設立される。
- 1940年 - プール竣工。
- 1941年 - 国民学校令により名古屋市矢田国民学校に校名変更。
- 1945年 - 空襲により校舎全部が焼失する[注 3]。
- 1946年 - 10月、昭和天皇が行幸[注 4]。
- 1947年 - 学制改革により現校名の名古屋市立矢田小学校となる。
- 1955年 - 校歌・校訓制定。校歌は南幸雄作詞・近藤一一校閲・田村範一作曲。
- 1962年 - 「みゆきの松」記念築山完成。
- 1979年 - 名古屋市立砂田橋小学校が矢田小学校から分離。
- 1999年 - トワイライトスクール開設。
- 2003年 - 1944年度（昭和19年度）卒業式が挙行される[注 3]。

## 教育方針
教育目標として「豊かな心と自ら学ぶ意欲をもち，健康で安全に心がける児童を育てる。」とし、
1. 豊かな心をもつ子
2. 自ら学ぶ意欲をもつ子
3. 健康で安全に心がける子

の育成を目指している。

## 児童数
矢田小学校公式サイト内「矢田小便り」の記載から抜粋。（2012年4月23日現在）
| 学年 | 1年 | 2年 | 3年 | 4年 | 5年 | 6年 | 特殊 | 合計 |
| ---- | --- | --- | --- | --- | --- | --- | ---- | ---- |
| 学級 | 3   | 2   | 2   | 2   | 2   | 2   | 2    | 15   |
| 児童 | 70  | 47  | 78  | 53  | 74  | 77  | 8    | 407  |

教職員数は、校長以下教諭・学校事務職員などを合わせ計33名となっている。

### 児童数の変遷
『愛知県小中学校誌』（1998年）によると、児童数の変遷は以下の通りである。
| 1947年（昭和22年） | 823人   |  |
| 1957年（昭和32年） | 1,857人 |  |
| 1967年（昭和42年） | 1,548人 |  |
| 1977年（昭和52年） | 1,324人 |  |
| 1987年（昭和62年） | 944人   |  |
| 1997年（平成9年）  | 642人   |  |

## 通学区域
名古屋市東区
- 大幸一丁目・二丁目・三丁目・四丁目、大幸南一丁目・二丁目、矢田一丁目・二丁目・三丁目・四丁目・五丁目、矢田南二丁目・三丁目・四丁目・五丁目、矢田東、前浪町の全部
- 古出来三丁目、矢田南一丁目のそれぞれ一部
- 当学区は全域にわたって住居表示が実施された[注 6][5]地域である。

### 通学区域の詳細
2010年（平成22年）国勢調査によると、学区の面積は2.170km2、世帯数は6436世帯、人口は12560人であり、名古屋市東区の9公立小学校区においていずれも最大であるが、2005年国勢調査時と比較すると東区の中で唯一人口が減少した学区でもある。学区内は、名古屋市営地下鉄名城線・名古屋ガイドウェイバスガイドウェイバス志段味線（ゆとりーとライン）が走る名古屋環状線・市道大幸線の北側の矢田・大幸地区は主に住宅地や小規模な工場が立地しているのに対し、名古屋環状線・市道大幸線南側の矢田南・大幸南地区は大規模な工業施設や再開発され商業施設などが建設された工場跡地などがある。
記述にあたっては、『名古屋の町（大字）・丁目別人口（平成22年国勢調査）』行政区別統計表を参照した。

### 隣接する公立小学校区
いずれも名古屋市立の小学校である。
- 砂田橋小学校（東区） - 当学区の東側、矢田小学校と2校で名古屋市立矢田中学校区を構成する[注 10]。
- 上野小学校（千種区） - 当学区の南東側。
- 明倫小学校（東区） - 当学区の南側。
- 旭丘小学校（東区） - 当学区の南西側。
- 六郷小学校（北区） - 当学区の西側。
- 六郷北小学校（北区） - 当学区の北西側。
- 鳥羽見小学校（守山区） - 当学区の北側。
- 廿軒家小学校（守山区） - 当学区の北西側。

### 進学先中学校
名古屋市では公立学校選択制が導入されていないことから、矢田小学校を卒業した児童の公立中学校進学先は名古屋市立矢田中学校となる（進学時に学区の変更を伴う転居などがない場合）。

### 学区内の主な施設
- ナゴヤドーム（大幸南一丁目）
- カルポート東（大幸南一丁目）
  - 名古屋市東図書館
  - 名古屋市東スポーツセンター
  - 名古屋市東文化小劇場
  - 名古屋市民ギャラリー矢田

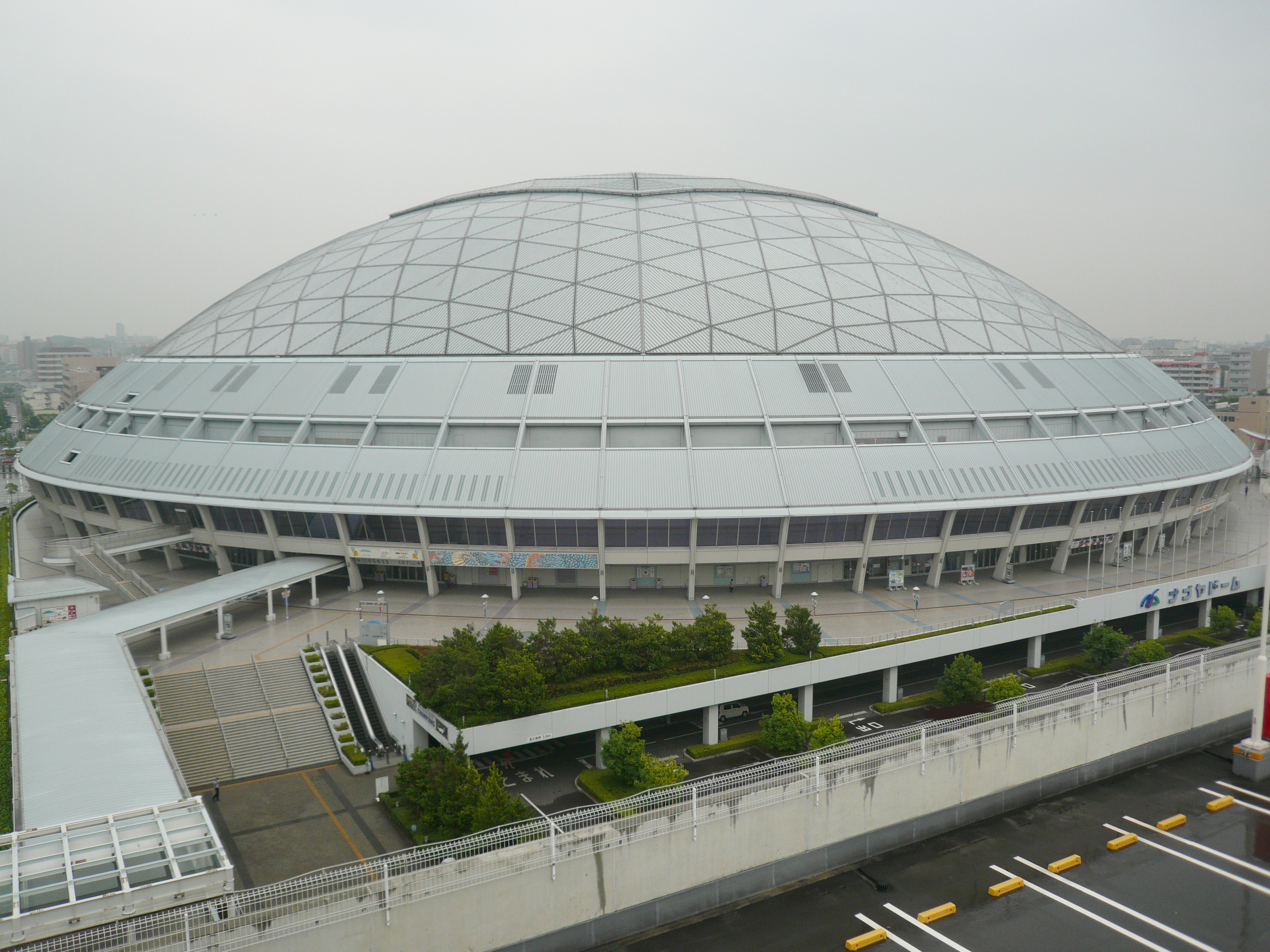
ナゴヤドーム

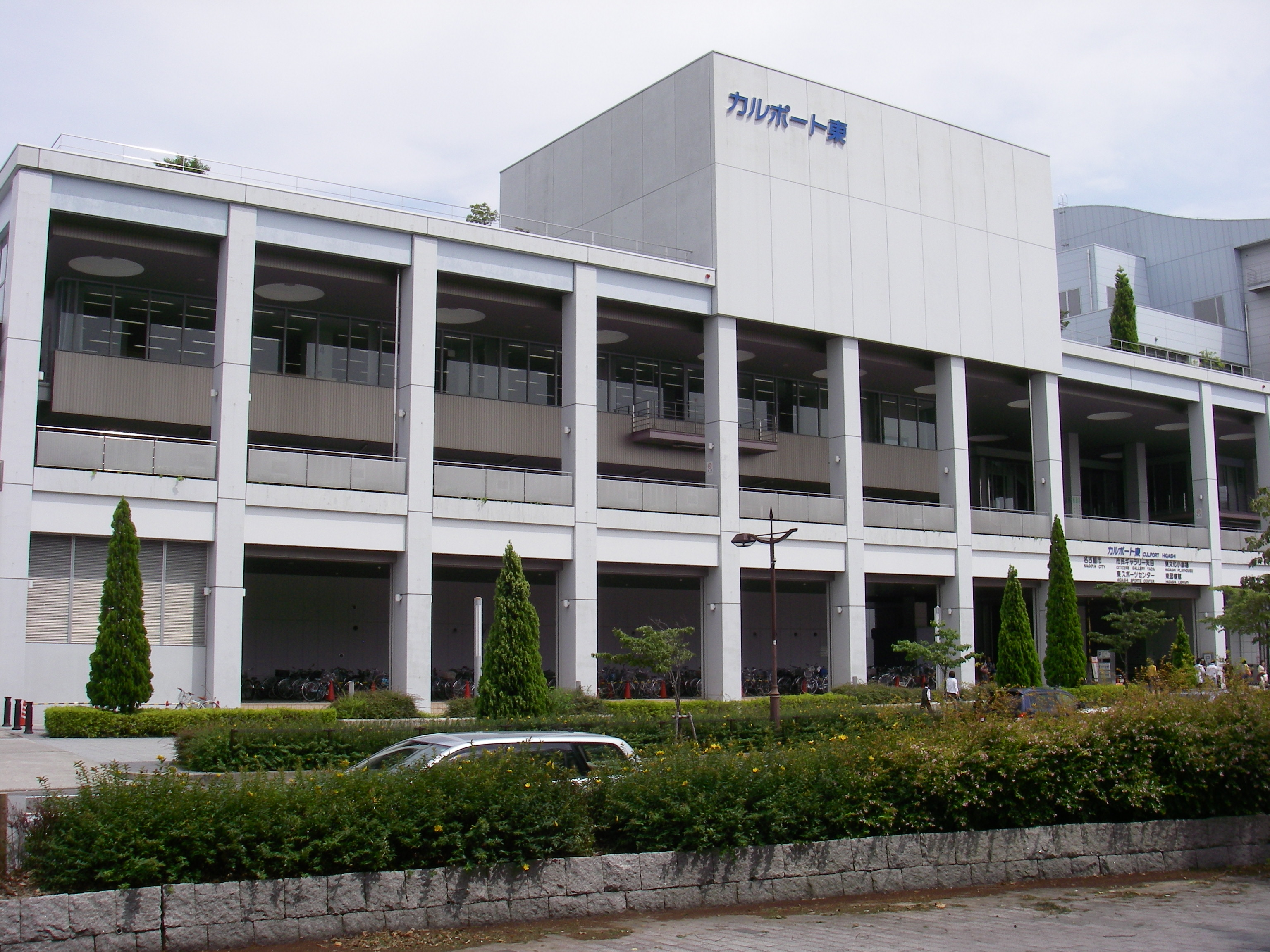
カルポート東

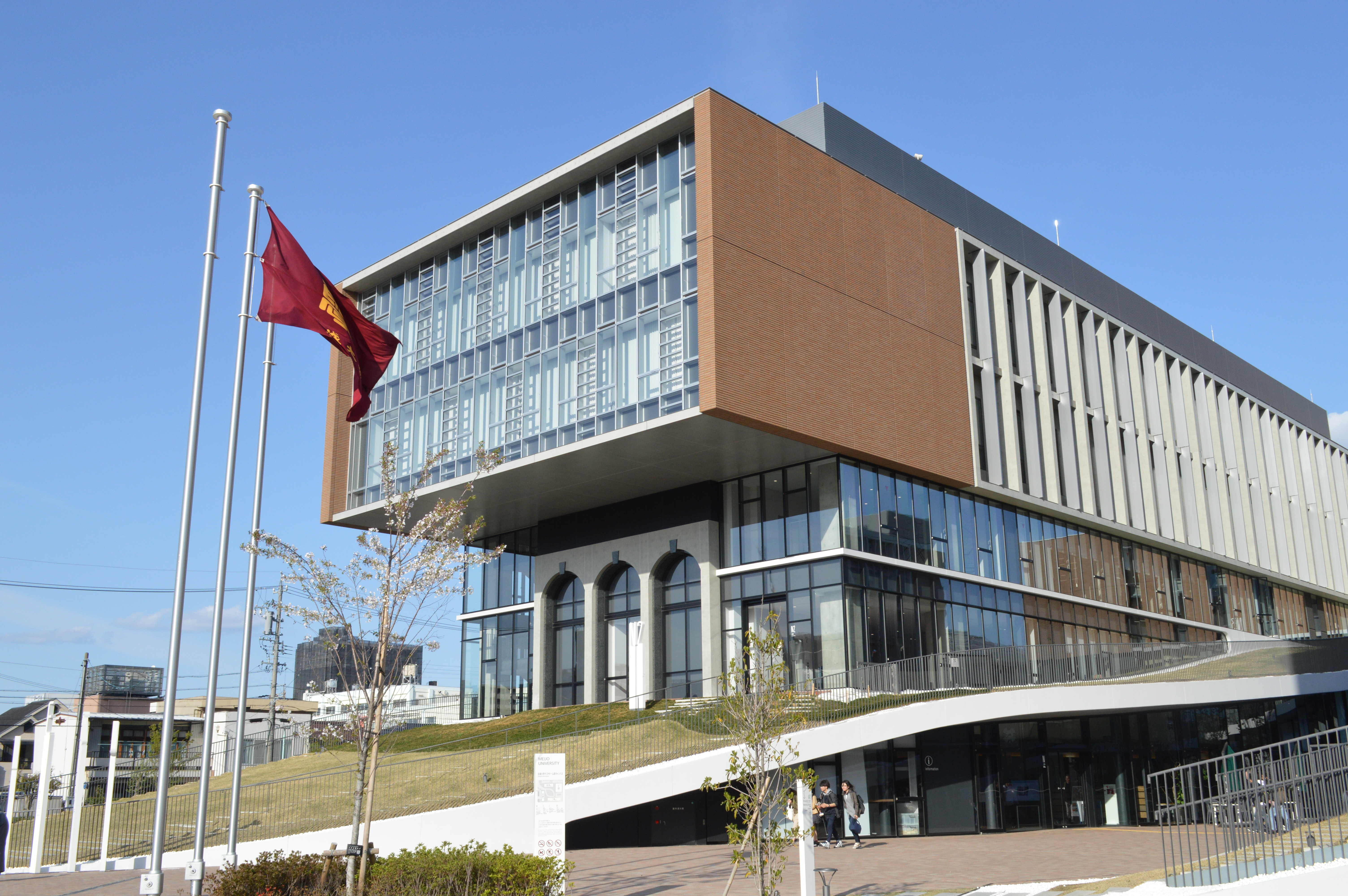
ナゴヤドーム前キャンパス

- 国土交通省中部地方整備局中部技術事務所（大幸南一丁目）
- 三菱電機名古屋製作所（矢田南五丁目）
- 尾張精機本社・本社工場（矢田三丁目）
- イオンモールナゴヤドーム前（矢田南四丁目）
- メッツ大曽根（矢田一丁目）
- 長母寺（矢田三丁目）
- 名城大学ナゴヤドーム前キャンパス（矢田南四丁目）
- 名古屋大学大幸キャンパス（大幸南一丁目）
- 至学館高等学校（大幸南二丁目）
- 名古屋市立矢田中学校（大幸南一丁目）
- 愛知教育大学附属名古屋小学校・愛知教育大学附属名古屋中学校（大幸南二丁目）

## 交通アクセス
- 名古屋市営地下鉄名城線・名古屋ガイドウェイバスガイドウェイバス志段味線（ゆとりーとライン）ナゴヤドーム前矢田駅より徒歩約3分。
- JR中央本線大曽根駅より徒歩約8分。
- 名鉄瀬戸線矢田駅より徒歩約9分。

## 著名な出身者
- 榊原春奈（ボート選手、2012年ロンドンオリンピック日本代表）